# Södertälje FF
Södertälje FF var en fotbollsförening från Södertälje i Södermanland aktiv 1975–1993. Föreningen bildades genom sammanslagning av Södertäljes vid den tidens två främsta föreningar, BK Star och Södertälje SK:s fotbollssektion. Under föreningens första säsong gick den under beteckningen Star/SSK och övertog Södertälje SK:s plats i division III 1975, dåtidens tredje högsta serienivå.
Föreningen höll ställningarna som stadens främsta fotbollslag, d.v.s. högst placerade lag i sluttabellen, samtliga säsonger utom 1979 (Södertälje FC), 1992 (Assyriska) och 1993 (Assyriska och Syrianska). Tack vare vakans som uppstod vid sammanslagning av två Umeåklubbar kunde SFF ta steget upp till division II 1988. Laget tillbringade återstoden av sin existens i den serien med tre femteplaceringar som främsta resultat. Säsongen 1993 slutade SFF särklassig jumbo och degraderades men föreningens verksamhet upphörde under hösten efter att den försatts i konkurs. Föreningens ungdomsverksamhet kunde dock räddas och den bildade 1993 den nya föreningen FF Södertälje.

## Tabellplaceringar
| Säsong                 | Serie                                           | Placering | Anmärkning                                                                             |
| ---------------------- | ----------------------------------------------- | --------- | -------------------------------------------------------------------------------------- |
| 1975                   | Div. III Östra Svealand                         | 12        | nedflyttad                                                                             |
| 1976                   | Div. IV                                         | 2         | första säsongenen med stadsderbyn (Södertälje FC)                                      |
| 1977                   | Div. IV                                         | 1         | uppflyttad                                                                             |
| 1978                   | Div. III Östra Svealand                         | 11        | nedflyttad                                                                             |
| 1979                   | Div. IV                                         |           | första säsongen som annat Södertäljelag placerar sig högre än SFF (Södertälje FC)      |
| 1980                   | Div. IV                                         | 2         |                                                                                        |
| 1981                   | Div. IV                                         | 2         |                                                                                        |
| 1982                   | Div. IV                                         | 2         |                                                                                        |
| 1983                   | Div. IV                                         | 3         |                                                                                        |
| 1984                   | Div. IV                                         | 2         |                                                                                        |
| 1985                   | Div. IV                                         | 1         | uppflyttad                                                                             |
| 1986                   | Div. III Östra Svealand                         | 7         |                                                                                        |
| 1987                   | Div. III Östra Svealand                         | 2         | uppflyttad tack vare vakans som uppstod när Teg och Sandåkern sammanslogs till Umeå FC |
| 1988                   | Div. II Mellersta                               | 5         |                                                                                        |
| 1989                   | Div. II Mellersta                               | 5         |                                                                                        |
| 1990                   | Div. II Östra                                   | 9         |                                                                                        |
| 1991 (vår) 1991 (höst) | Div. II Östra Svealand Kvalettan norra          | 2 5       | första gången stadsderbyn mot Assyriska föreningen                                     |
| 1992 (vår) 1992 (höst) | Div. II Östra Svealand Hösttvåan Östra Svealand | 5 4       | första gången stadsderbyn mot Syrianska föreningen                                     |
| 1993                   | Div. II Östra Svealand                          | 12        | nedflyttad, begärdes efter säsongen i konkurs                                          |